# Dique seco

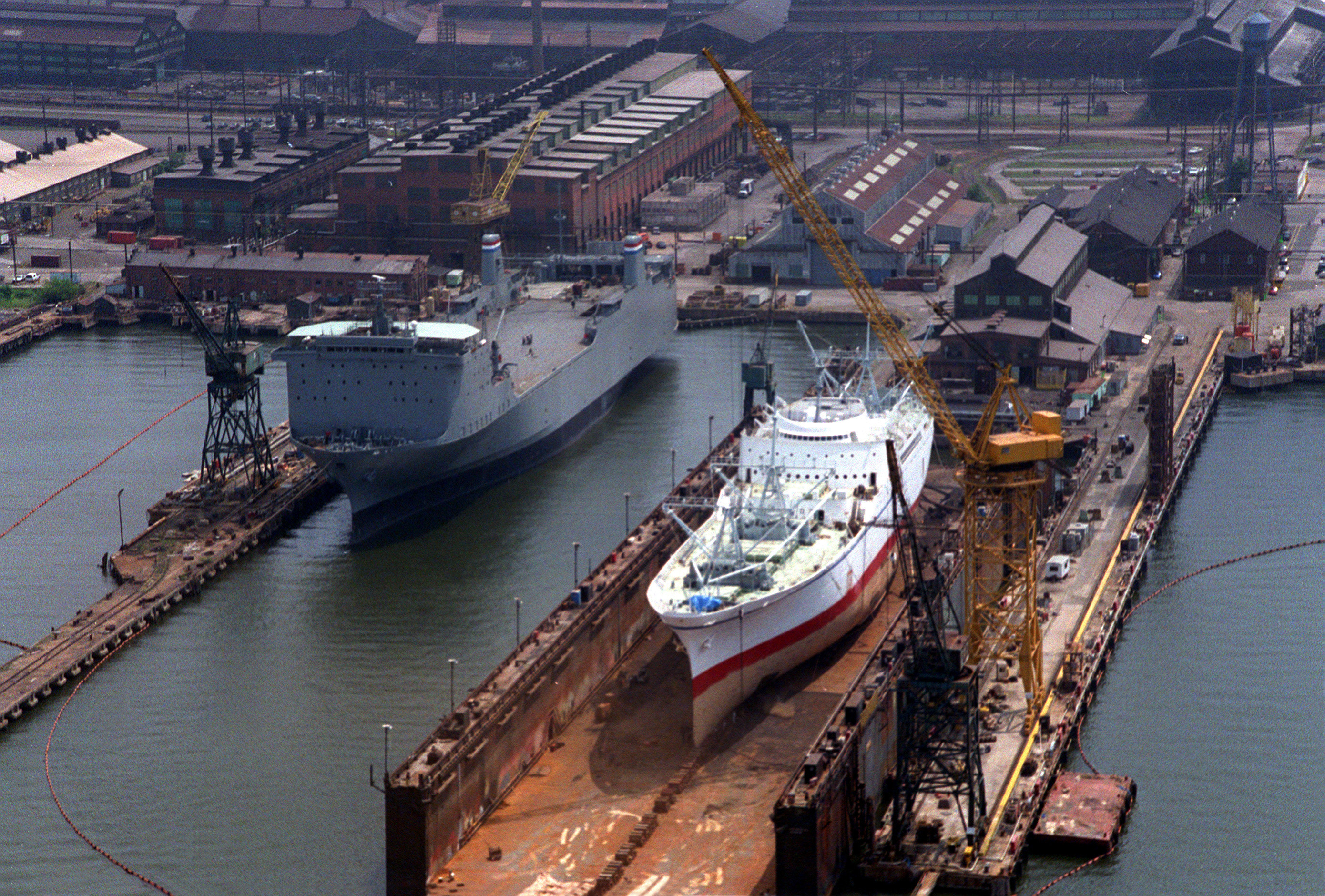
Doca seca nos Estados Unidos.

Dique seco ou doca seca é uma estrutura construída para permitir a manutenção e reparo de embarcações fora da água. O objetivo principal de um dique seco é fornecer um ambiente seguro e controlado para a realização de trabalhos de manutenção, inspeção e reparo em cascos de embarcações. Trata-se de uma instalação portuária à beira de um braço d'água (mar, rio, etc.) que será inundado para permitir que uma embarcação flutue, sendo depois drenada a água para permitir que a embarcação repouse em uma plataforma seca. Deste modo, a embarcação fica apoiada em macacos ou blocos, o que permite que os trabalhadores acessem e reparem a parte inferior do navio, que é normalmente submersa.
Um dique seco é uma estrutura essencial na indústria naval, e as suas vantagens são a facilidade de acesso, o controle ambiental, a economia de tempo e a segurança. O maior dique seco do Brasil é o Estaleiro Rio Grande (ERG), que também é o maior dique da América Latina e a principal instalação do Polo Naval do Rio Grande.

## Características

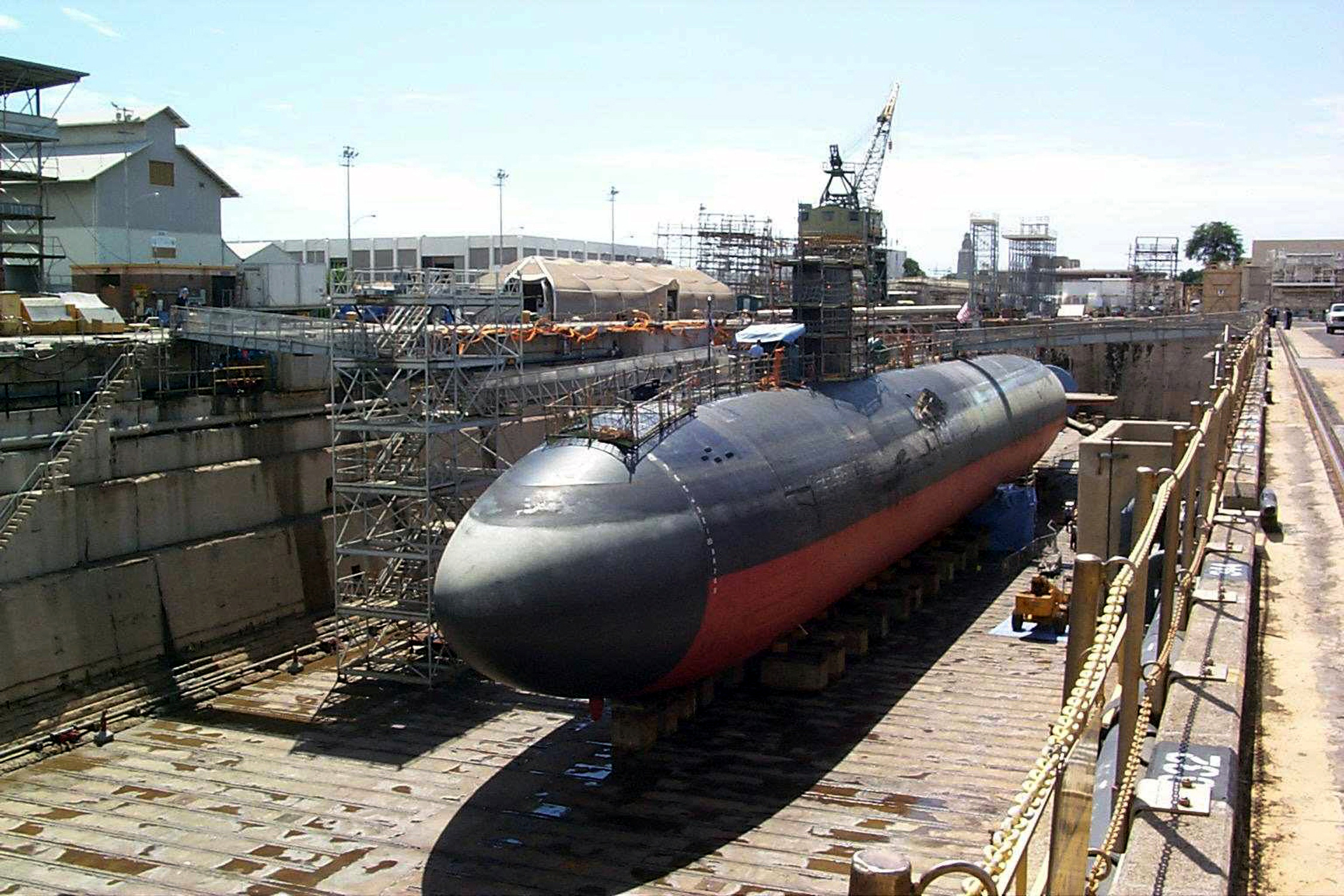
O submarino USS Greeneville da Marinha dos EUA sobre macacos em um sistema de eclusa.

Um dique seco é composto por uma grande área retangular ou quadrada, geralmente feita de concreto, que é inundada com água para permitir que uma embarcação seja posicionada sobre ela. Isso permite que os trabalhadores acessem facilmente o casco da embarcação para realizar reparos, limpeza e pintura. Uma vez que a embarcação está no dique seco, a água é drenada para fora do dique, deixando a embarcação suspensa acima do nível da água. Isso permite que os trabalhadores acessem facilmente o casco da embarcação para realizar reparos, limpeza e pintura.

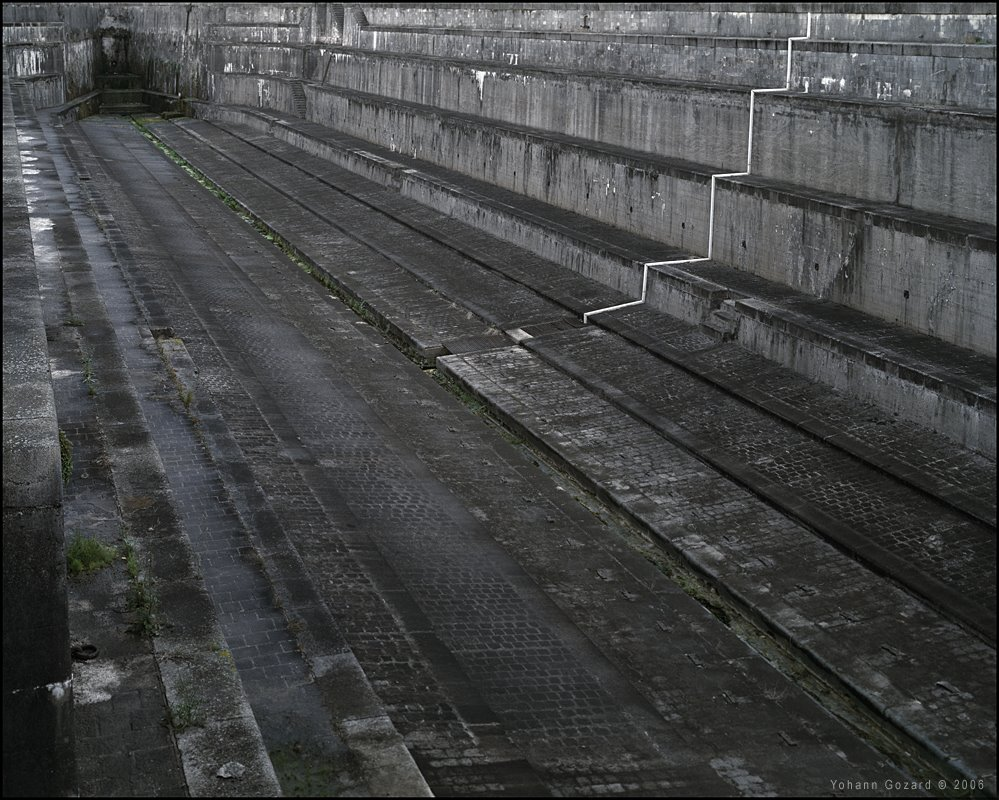
Interior de uma doca seca na França.

A estrutura de um dique é composta pela base no fundo, duas paredes laterais, uma parede de proa, um portão de fechamento e as bombas. As bombas costumam ser instaladas no fundo do dique e são capazes de drenar sua água em um curto período de tempo. No fundo da doca seca existem picadeiros onde as embarcações assentam as quilhas, sendo posicionados com auxílio de empilhadeiras ou guindastes. Boias de referência ligadas a cabos ancorados no fundo do dique podem ser utilizadas. As paredes laterais podem ir se alargando para a parte superior de modo a facilitar a circulação dos trabalhadores e os escoramento das embarcações. Na extremidade que comunica com a água há uma porta estanque (porta batel); após a entrada da embarcação, estas portas são fechadas e a água que havia entrado na doca é bombeada para fora. No processo inverso, para a saída da embarcação, a água é bombeada até um nível que permita a abertura das portas sem que o caudal da entrada ponha em risco a estabilidade da embarcação dentro da doca.
A frequência da docagem seca para navios depende de vários fatores, principalmente da idade e do tipo da embarcação. Os navios de carga passam por docagem a cada cinco anos, com esse período sendo diminuído para até a cada três anos conforme a embarcação vai envelhecendo. Os navios de passageiros devem ser docados em doca seca pelo menos duas vezes a cada cinco anos, com intervalo não superior a 36 meses e, idealmente, a cada 2 anos e meio. A duração da permanência de um navio em doca seca normalmente dura cerca de duas semanas, embora este cronograma esteja sujeito às necessidades específicas do navio. Nos casos em que são necessárias reparações extensas, os períodos de docagem podem prolongar-se por vários meses.

## Tipos

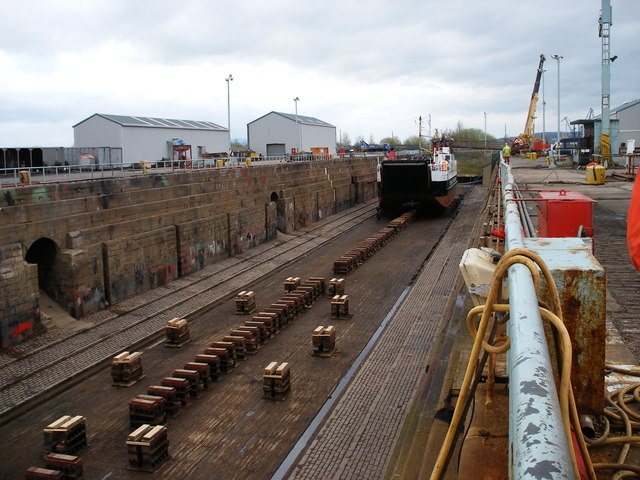
A quilha sendo apoiada por macacos.

Existem diferentes tipos de diques secos, cada um projetado para atender a diferentes necessidades e tamanhos de embarcações.

### Dique Seco Flutuante
Um dique seco flutuante é uma estrutura móvel que pode ser posicionada em diferentes locais. Esta plataforma flutuante pode ser inundada e esvaziada conforme necessário, sendo especialmente útil em áreas onde a construção de um dique seco permanente não é viável. Podem ser do tipo caixão H ou autocarenáveis.

### Dique Seco Gravitacional
O dique seco gravitacional é uma estrutura fixa que utiliza a força da gravidade para inundar e esvaziar a área de trabalho, sendo construído em uma área próxima ao corpo d'água, de modo que a água flua naturalmente para dentro e para fora do dique.

### Dique Seco de Cais
O dique seco de cais é construído ao longo de um cais ou píer existente, de modo a utilizá-los para criar uma área de trabalho seca para a manutenção de embarcações. Esse tipo de dique seco é comumente utilizado em portos e docas.

## Galeria

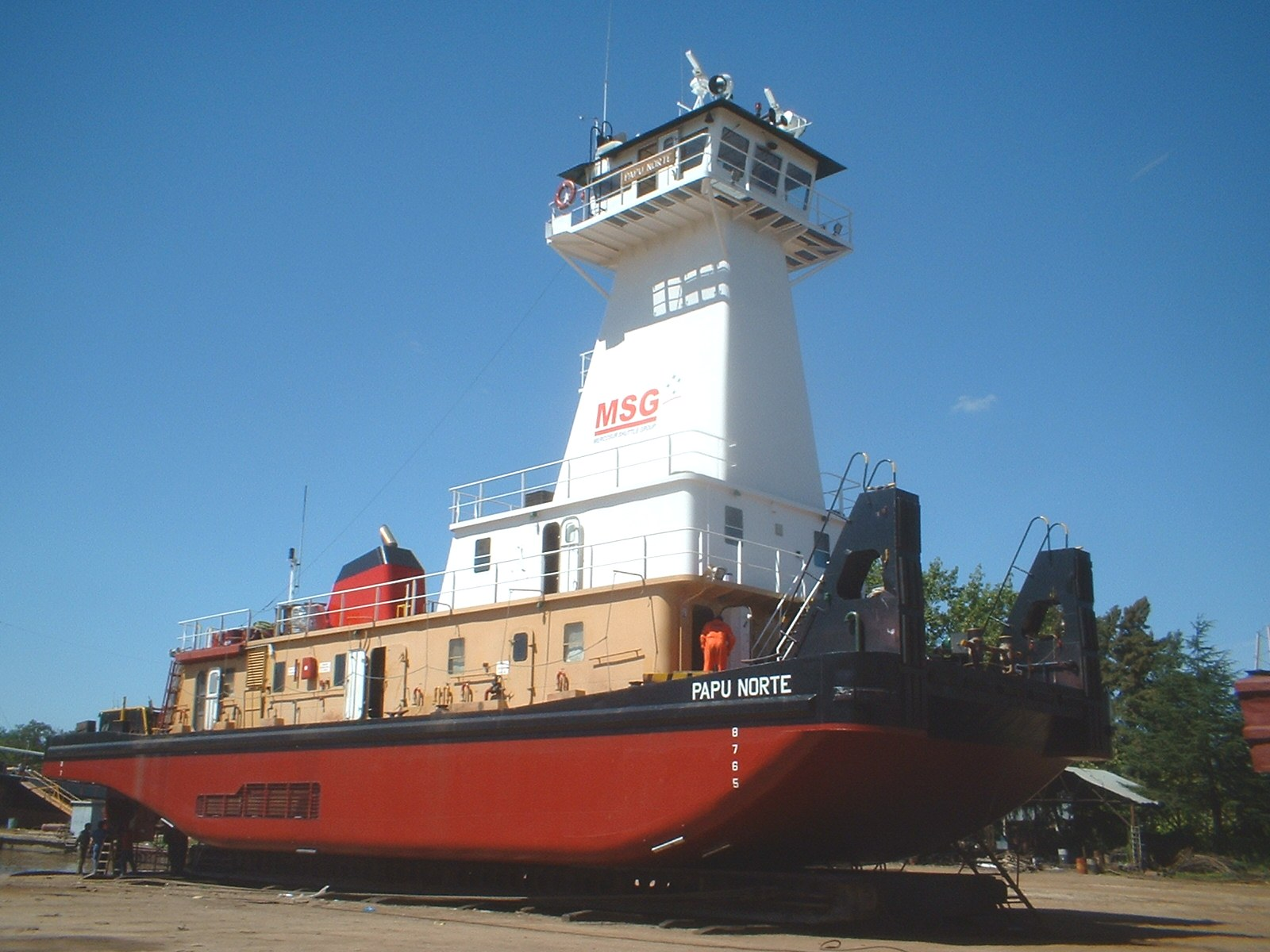
Sistema Varadero.
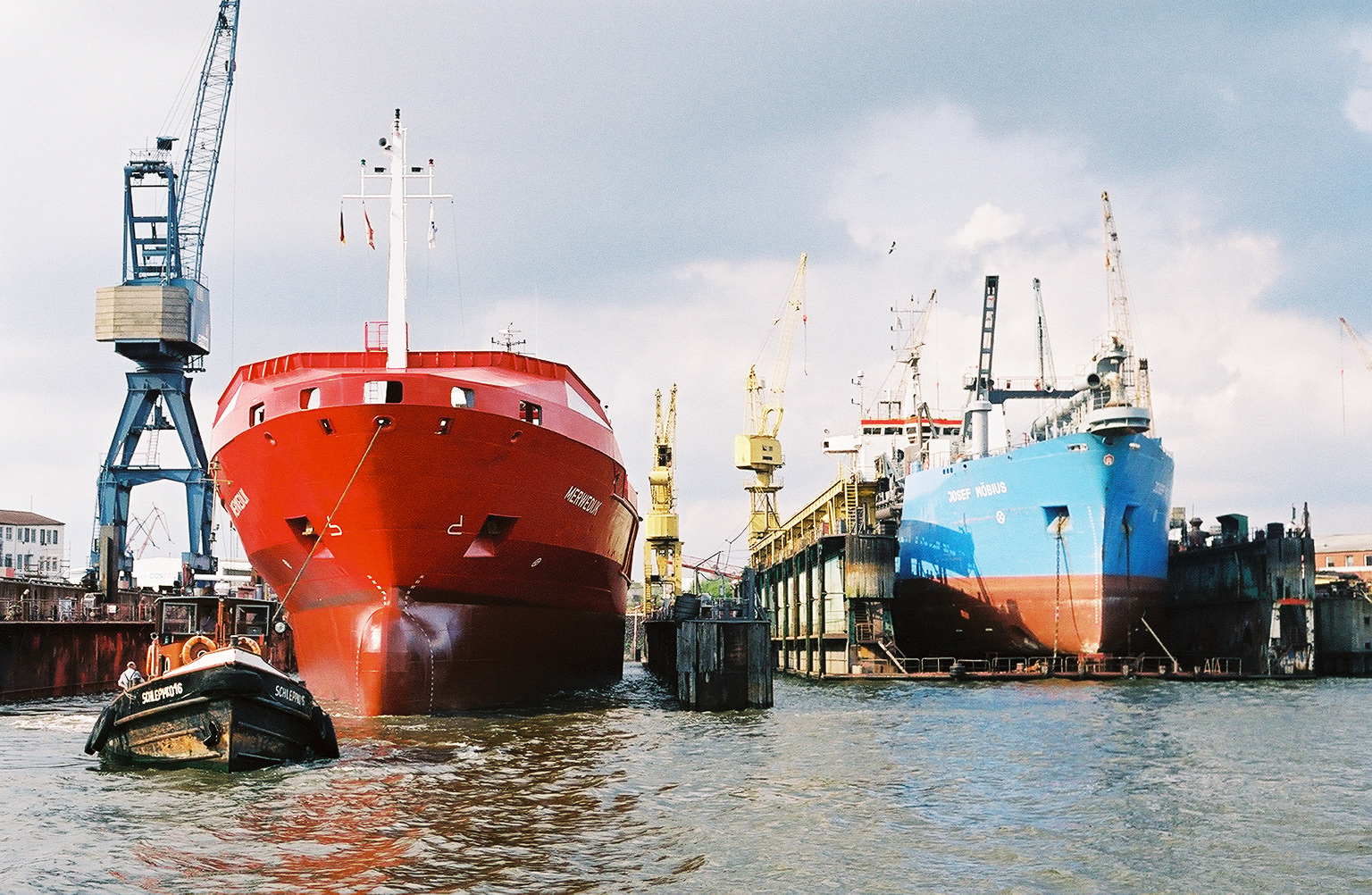
Dique flutuante.
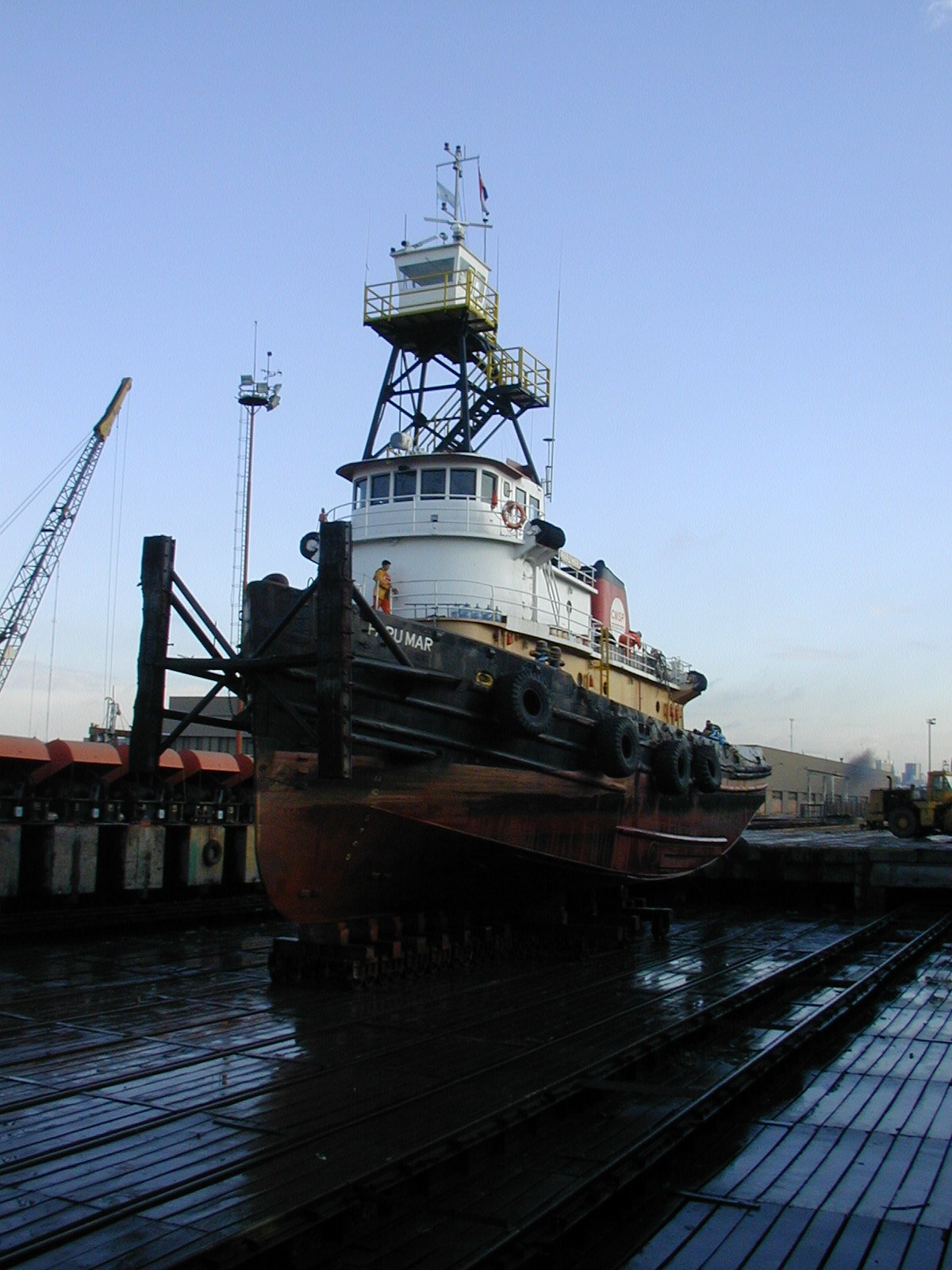
Sincrolift.
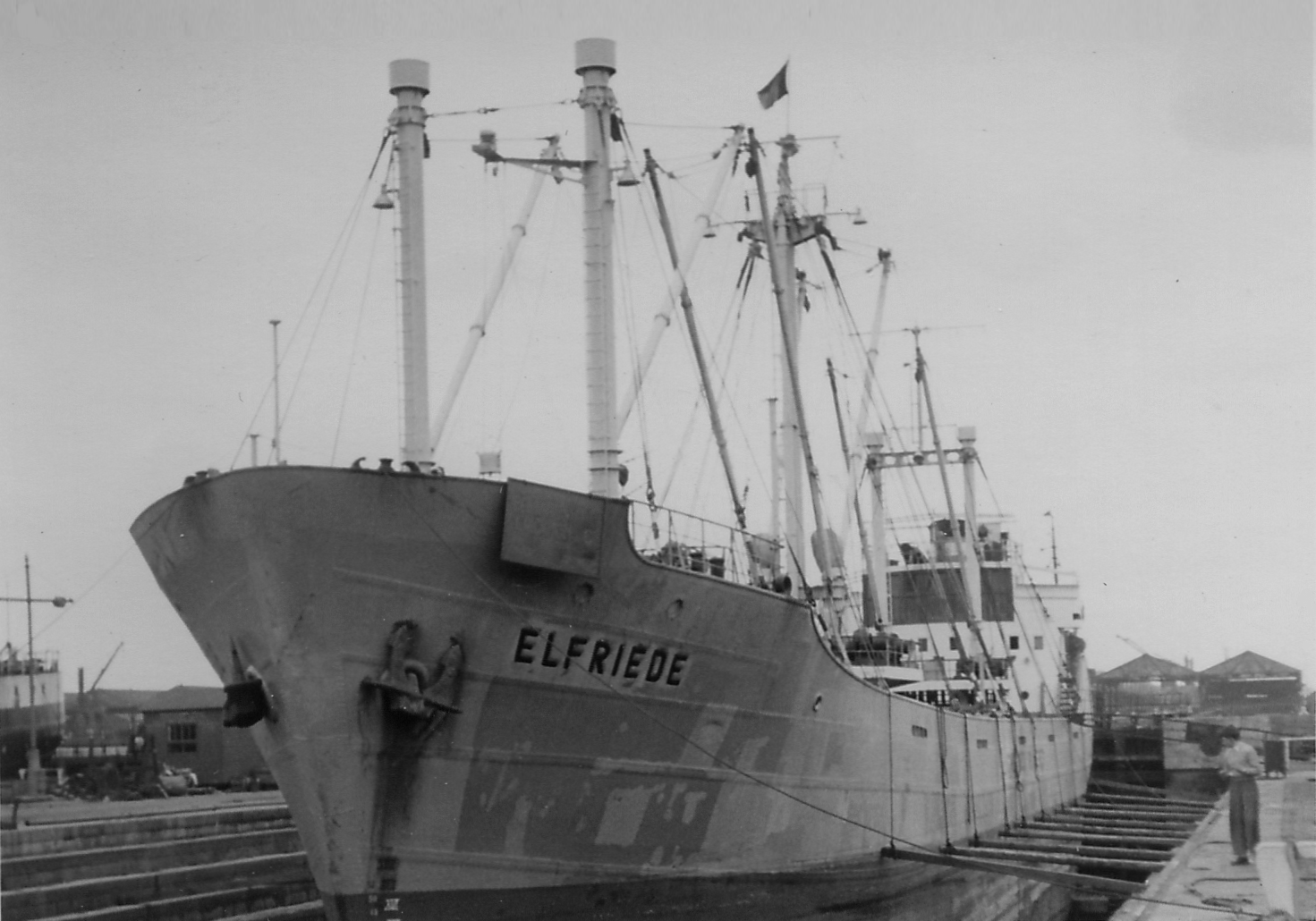
Navio em doca seca na Antuérpia, na Bélgica.